# Teatro Villa
El Teatro Villa (en inglés: Villa Theatre) es una sala de cine ahora cerrada en Salt Lake City, Utah, ubicado en 3092 S. Highland Drive al oeste de los Estados Unidos. El teatro estuvo abierto desde el 23 de diciembre de 1949 hasta el 18 de febrero de 2003. El Villa abrió por primera vez el 23 de diciembre de 1949, después de haber sido construido por sus propietarios originales  Joseph L. Lawrence y David K. Edwards, la primera pieza que se muestra fue "príncipe de los zorros".  El teatro tenía 1.300 asientos. A lo largo de los años 1950 y 1960, el villa fue conocido por ser el primer teatro de Salt Lake City en mostrar los nuevos formatos de pantalla panorámica, incluyendo CinemaScope, Technirama-70, y Cinerama. 